# 바위나리와 아기별
《바위나리와 아기별》은 동화작가 마해송이  1923년 잡지 《샛별》에 발표한 동화이며, 한국 어린이 문학사 최초의 창작동화로 알려져 있다.
그러나, 《샛별》의 원본이 남아있지 않으며, 작품 발표 연도에 대한 마해송의 진술도 해방 전과 해방 후의 것이 각각 달라서 최초의 창작동화라는 사실에 회의적인 시각도 있다.
이 동화는 작가의 연애 사건 이후에 쓴 것으로, 일본에서 돌아온 뒤 연애 사건 때문에 호되게 꾸지람을 듣고 한동안 연금 상태에 있었기 때문에 그 불만을 동화로 엮은 것이라고, 1959년부터 1960년까지 《사상계》에 연재한 수필에서 밝혔다.

## 내용
바위나리와 아기별과의 순수한 사랑을 슬프고 아름답게 묘사했다. 특히, 바다는 물이 깊으면 깊을수록 환하게 밝게 보이는 것은, 바다속에 잠긴 주인공들의 사랑이 다시 이루어져 아기별이 빛을 되찾았기 때문이라는 저자의 상상력은 작품 속의 아름다운 사랑 이야기를 돋보이게 한다.